# Xenodonta
Xenodonta is een geslacht van weekdieren uit de klasse van de Gastropoda (slakken).

## Soort
- Xenodonta bogasoni Warén, 1993